# Dokumentation Obersalzberg

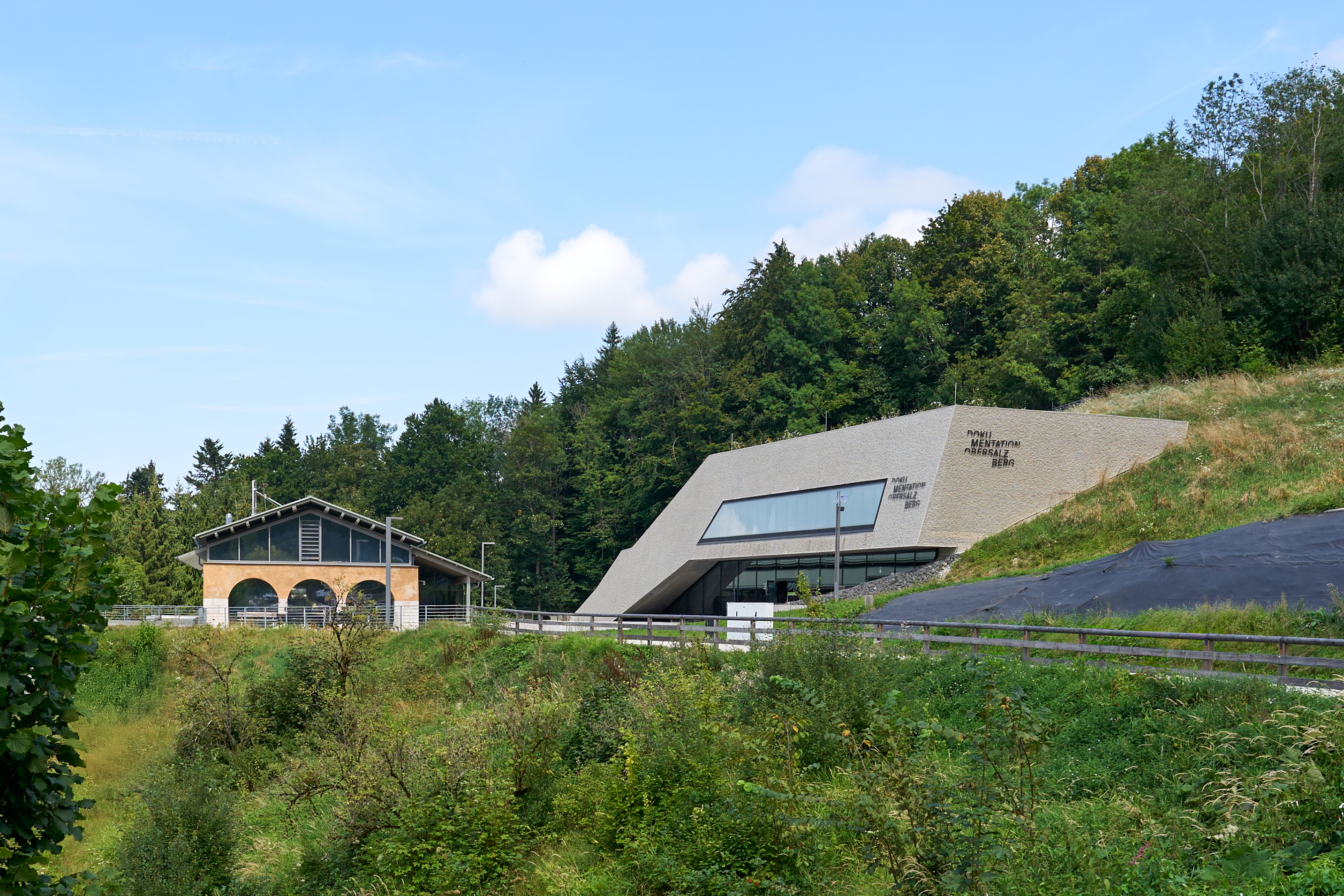
Dokumentation Obersalzberg (2024)

Die Dokumentation Obersalzberg ist ein Lern- und Erinnerungsort zur NS-Zeit am Täterort Führersperrgebiet Obersalzberg in Berchtesgaden. Sie verbindet die Ortsgeschichte mit der gesamten Geschichte des Nationalsozialismus. Am 27. September 2023 ist die Dokumentation samt einer Erweiterung wiedereröffnet worden.

## Lage
Das Gebäude der Dokumentation Obersalzberg wurde auf den Grundmauern des früheren Gästehauses Hoher Göll errichtet. Dieses gehörte zur KdF-Hotelanlage Platterhof innerhalb des Führersperrgebiets Obersalzberg. Die Dokumentation liegt zudem unweit der Busabfahrtsstelle zum Kehlsteinhaus, das seit Ende des Zweiten Weltkriegs zu den bekanntesten und besucherstärksten Sehenswürdigkeiten des Landkreises Berchtesgadener Land zählt.

## Geschichte

### Vorgeschichte
Ab 1923 verbrachte Adolf Hitler des Öfteren in Obersalzberg seine Ferien. Ab Oktober 1928 mietete er das Landhaus Haus Wachenfeld, das er nach der „Machtergreifung“ im Sommer 1933 erwarb, um es alsbald in Berghof umzubenennen und zu einer repräsentativen Residenz umzubauen. Nach der Vertreibung der Einheimischen wurde aus dem einstigen Erholungsort das Führersperrgebiet Obersalzberg, dessen Zentrum der Berghof bildete und auch Wohngebäude zahlreicher weiterer NS-Größen umfasste.
Nach dem Zweiten Weltkrieg diente das Areal von 1953 bis 1996 den amerikanischen Streitkräften als Erholungszentrum („Armed Forces Recreation Center“), so dass während dieses Zeitraums der größte Teil des Obersalzbergs nur für Amerikaner zugänglich war. Lediglich das Kehlsteinhaus und die hochalpine Zufahrtsstraße einschließlich der Busabfahrtsstelle am Hintereck waren für den allgemeinen Tourismus geöffnet und entwickelten sich alsbald zu einem „Highlight“ mit über 300.000 Besuchern jährlich. Doch an den Kiosken wurden laut Volker Dahm seinerzeit nicht nur übliche Souvenirs angeboten, sondern auch „Andenken mit idyllischen NS-Motiven und vor allem reißerische Hochglanzbroschüren, die scheinbar objektiv über das Geschehen auf dem Obersalzberg in der NS-Zeit informierten, tatsächlich aber die Geschichte verklärten und das nationalsozialistische Regime verharmlosten, indem sie sich weitgehend auf Obersalzberg-Motive beschränkten und dies mit Fotografien taten, die in der NS-Zeit zu Propagandazwecken entstanden waren.“

### Entwicklung des „Zwei-Säulen-Konzepts“
Mit dem Bekanntwerden der geplanten Truppen- und Standortreduzierungen der US-Armee innerhalb Europas brach Anfang 1995 die Diskussion über den richtigen Umgang mit dem schwierigen historischen Erbe von Obersalzberg auf. Eine neu gegründete Berchtesgadener Bürgerinitiative forderte den Freistaat Bayern auf, eine angemessene Einrichtung über die Geschichte der NS-Diktatur am Obersalzberg zu schaffen, „in der die Besucher die Möglichkeit haben, sich anhand einer umfassenden und ausführlichen Dokumentation über die Geschichte der Nazidiktatur am Obersalzberg zu informieren“. Darüber hinaus sollte eine künstlerisch gestaltete Gedenkstätte zur Erinnerung an Krieg, Tyrannei und an die Opfer der Naziherrschaft erinnern.
1996 entschieden die USA endgültig, das Areal nicht weiter zu nutzen. Damit konnte der Freistaat Bayern nun über die ihm übertragenen ehemaligen NSDAP-Liegenschaften auch tatsächlich verfügen. Unter Verantwortung des zuständigen bayerischen Finanzministers Kurt Faltlhauser (CSU) wurde – ohne Einbeziehung der angeblich „demokratisch nicht legitimierten“ Berchtesgadener Bürgerinitiative – bereits im Sommer 1995 „nach Abstimmung mit dem Landkreis Berchtesgadener Land und der Marktgemeinde Berchtesgaden“ das sogenannte „Zwei-Säulen-Konzept“ entwickelt, das neben der Errichtung einer der „besonderen Geschichte des Ortes“ Rechnung tragenden Dokumentationsstätte auch die touristische Nutzung und Weiterentwicklung des „landschaftlich einmaligen Ortes“ mit dem Bau eines Luxushotels wiederzubeleben trachtete.
Die Bayerische Staatsregierung beschloss daraufhin, auf diesem Areal neben einem Hotel der Luxusklasse (erst InterContinental Berchtesgaden Resort, heute Kempinski Hotel Berchtesgaden) die Dokumentation Obersalzberg zu errichten. Und das „Zwei-Säulen-Konzept“ ist insofern aufgegangen, als die Zahl der unerwünschten Obersalzberg-Besucher wie Rechtsextreme seit Eröffnung der Dokumentation merklich zurückgegangen ist. Doch angesichts der sehr unterschiedlich angesetzten Kosten für die Eröffnung der Dokumentation Obersalzberg mit 4 Millionen DM und 50 Millionen Euro für das 2005 eröffnete Luxushotel kommt der wissenschaftliche Mitarbeiter am Dokumentationszentrum Reichsparteitagsgelände in Nürnberg, Eckart Dietzfelbinger, zu der Schlussfolgerung, dass die Dokumentation Obersalzberg „lediglich zur Legitimation, als Alibi“ für den in der Bevölkerung umstrittenen Hotelkomplex diente, der zudem im Gegensatz zur Dokumentation in der Folgezeit noch für einige Millionenverluste zu Lasten der daran beteiligten Bayerischen Landesbank (BayernLB) sorgen sollte.

### Seit der Eröffnung 1999

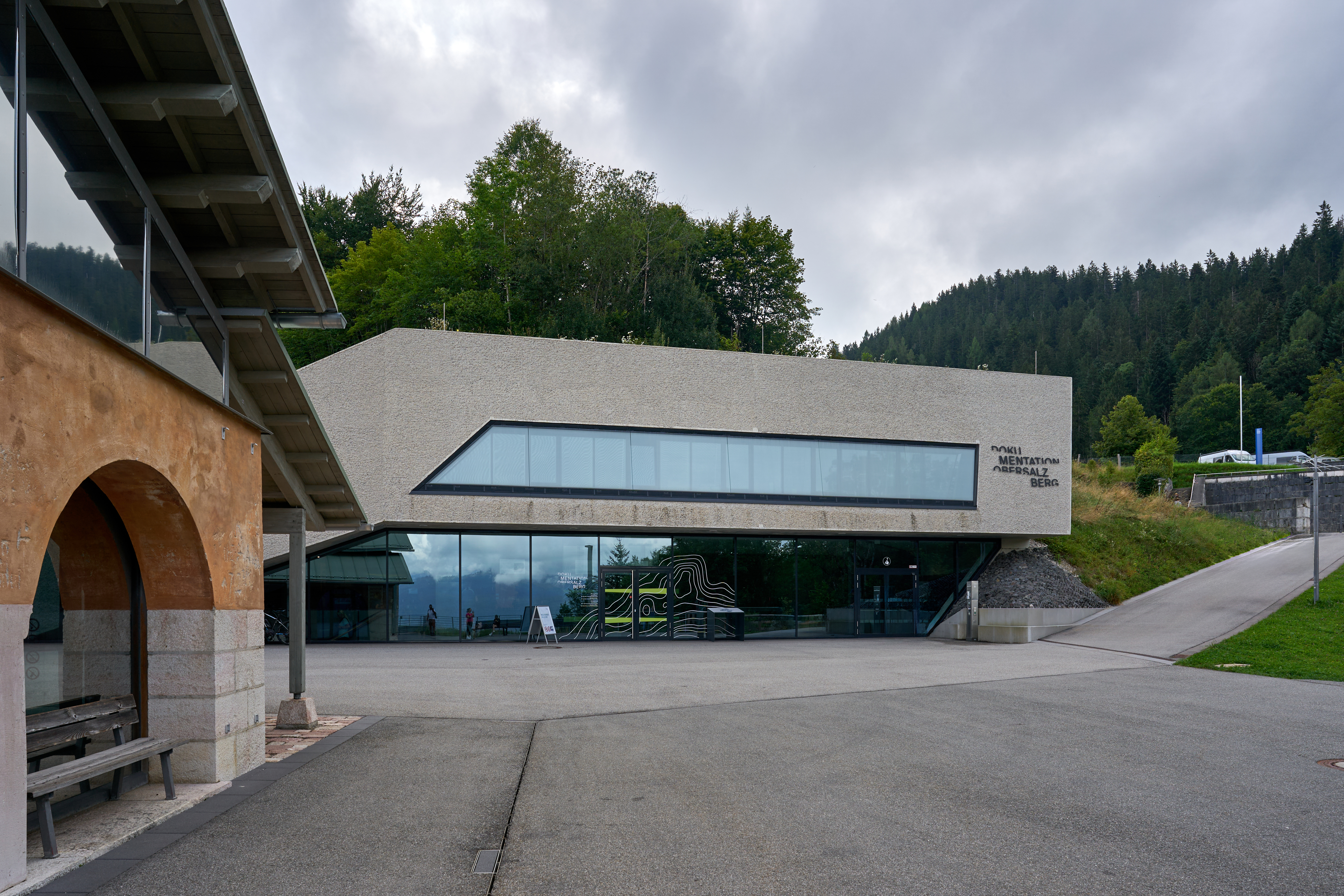
2023 eröffneter Neubau

Die Dokumentation Obersalzberg wurde am 20. Oktober 1999 eröffnet – jedoch eröffnete sie nicht, „was angemessen gewesen wäre“, der seinerzeit amtierende Ministerpräsident Edmund Stoiber, sondern lediglich der „Hausherr“ in Form des Finanzministers Kurt Faltlhauser, was einmal mehr die „zweitrangige Bedeutung“ dieser Einrichtung für die damalige Staatsregierung unterstrich.
2005 erhielt die Dokumentation Obersalzberg einen Erweiterungsbau mit Seminarräumen, 2006 wurde ein neuer Ausstellungsraum in der Bunkeranlage des ehemaligen um Hitlers Gästehaus erweiterten Hotels Platterhof für Wechselausstellungen fertiggestellt.
Aufgrund der hohen Besucherzahlen (siehe Abschnitt Rezeption) beschloss das bayerische Kabinett 2013 die Dokumentation weiter auszubauen und damit die Ausstellungsfläche zu verdoppeln. Vorgesehen waren der Baubeginn für das Frühjahr 2016, eine dreijährige Bauzeit und Baukosten von 22 Millionen Euro. Nach „langer, aber guter Beratung“ des Bayerischen Landtags um die Kosten hat sich der Baubeginn auf 2017 verzögert. Und 2017 stieß eine Baggerschaufel auf einen Blindgänger bzw. eine nicht explodierte Bombe aus dem Zweiten Weltkrieg, so dass sich das Projekt zusätzlich in die Länge zog. Die Bombe ist inzwischen als Teil der Dauerausstellung im Bunker zu sehen. Die Kosten stiegen bis Anfang 2019 auf 30 Mio. Euro. Es kam zu Fehlern, die das Projekt weiter verzögerten und 2020 kündigte der Freistaat den federführenden Planern. Die Baumaßnahme sollte nun im Winter 2021/22 fertiggestellt werden und anschließend die neue Ausstellung eingerichtet werden. Ferner hieß es noch 2023 aus dem Bau- und dem Finanzministerium, dass die Kosten von 30,1 Mio. Euro wohl gehalten werden können. Zur Wiedereröffnung der Dokumentation samt neugestalteter Dauerausstellung kam es schließlich am 28. September 2023.

## Trägerschaft, Betreiber und Leitung
Träger der Dokumentation ist seit ihrer Eröffnung die Berchtesgadener Landesstiftung, die wiederum den Zweckverband Bergerlebnis Berchtesgaden als Betreiber dieses Dokumentationszentrums eingesetzt hat.
Die wissenschaftliche und museumsfachliche Leitung liegt beim Institut für Zeitgeschichte, München – Berlin. Staatlicherseits wird die Dokumentation als Liegenschaft des Freistaats Bayern vom Bayerischen Staatsministerium der Finanzen betreut.
Von 1996 bis 1999 war Volker Dahm Projektleiter und von 1999 bis 2009 Wissenschaftlicher Leiter. Derzeitiger Leiter ist Sven Keller, der im Juni 2018 Axel Drecoll ablöste, der zum Direktor der Stiftung Brandenburgische Gedenkstätten berufen wurde. Kurator der Ausstellungen und stellvertretender Leiter ist Albert A. Feiber.

## Konzept
Die Dokumentation Obersalzberg bezieht Teile der noch erhaltenen Bunkeranlagen ein und verbindet die Vergangenheit Obersalzbergs als Führersperrgebiet mit Dokumenten und Ausstellungsstücken, die auch die Einbindung der einheimischen Bevölkerung in die nationalsozialistische Politik vorstellt.
Gezeigt werden eine Dauerausstellung sowie regelmäßig wechselnde Ausstellungen. Dabei geht es nicht nur um das Geschehen in Obersalzberg, sondern um die gesamte NS-Diktatur. Die Dokumentation Obersalzberg will die Geschichte von Obersalzberg während der Zeit des Nationalsozialismus und die Verbindungen zur gesamten nationalsozialistische Politik vorstellen, um damit u. a. auch den bis dahin allein auf kommerzielle Ausbeutung bedachten Fremdenverkehrsinteressen entgegenzuwirken.
Beginnend mit der „Vorzeigeseite“ im hellen Gebäude – u. a. anhand von Bild- und Tondokumenten über begeisterte junge Mädchen, die zu Tausenden vor dem Berghof auf ihren „Führer“ warteten – wird schrittweise in die Darstellung der Auswirkungen des Nazi-Regimes übergeleitet, die im Dunkel und in der Kühle des Bunkers mit Dokumenten zur Judenvernichtung ihr Ende findet.
Nicht zuletzt eine Tonbildschau mit Interviews früherer Bewohner von Obersalzberg sucht eine erhellende Kommentierung der Ereignisse vor Ort und des Weltgeschehens jener Zeit vorzustellen.

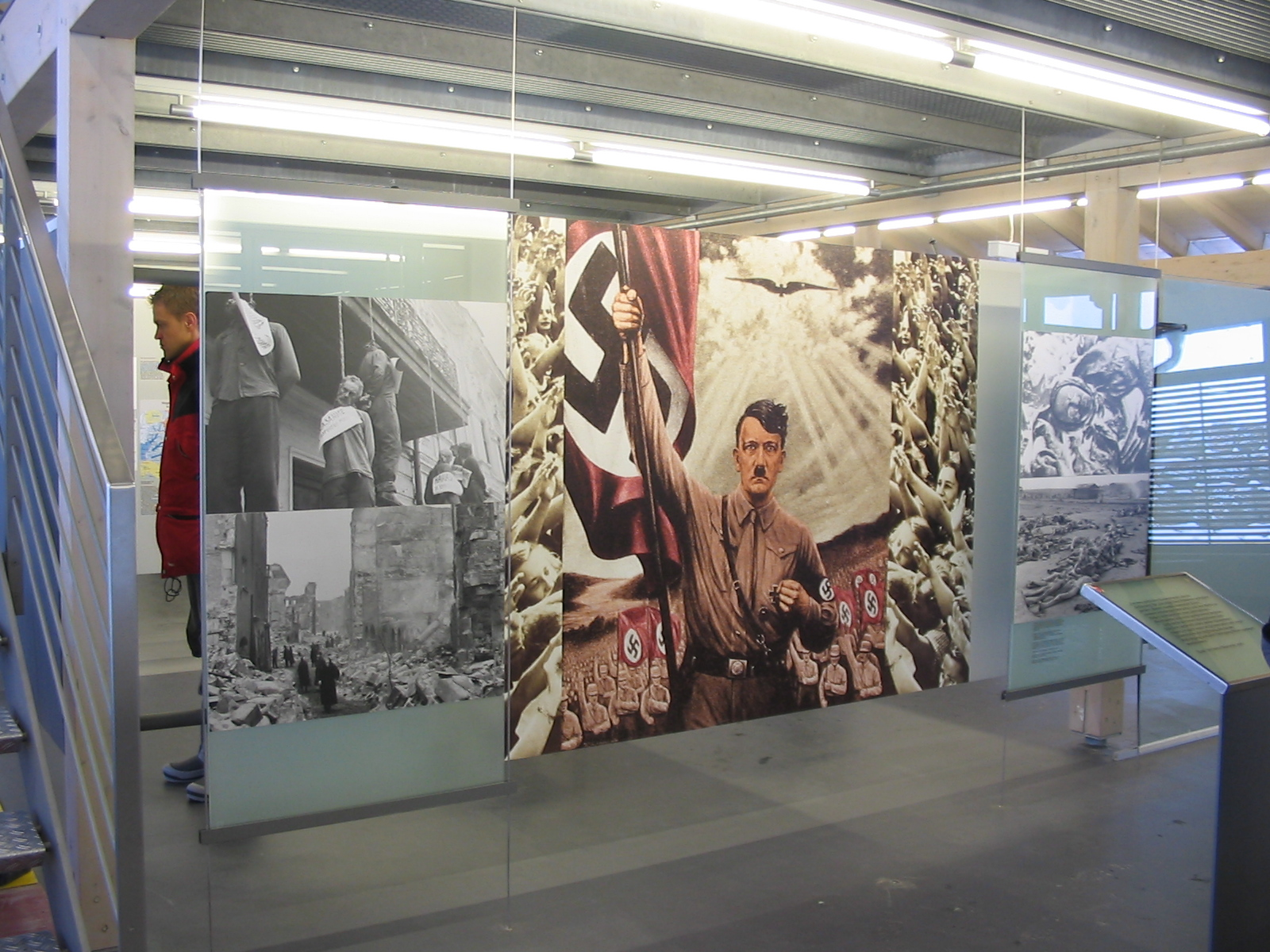
Detailansicht Beginn des Dokumentationsbereichs
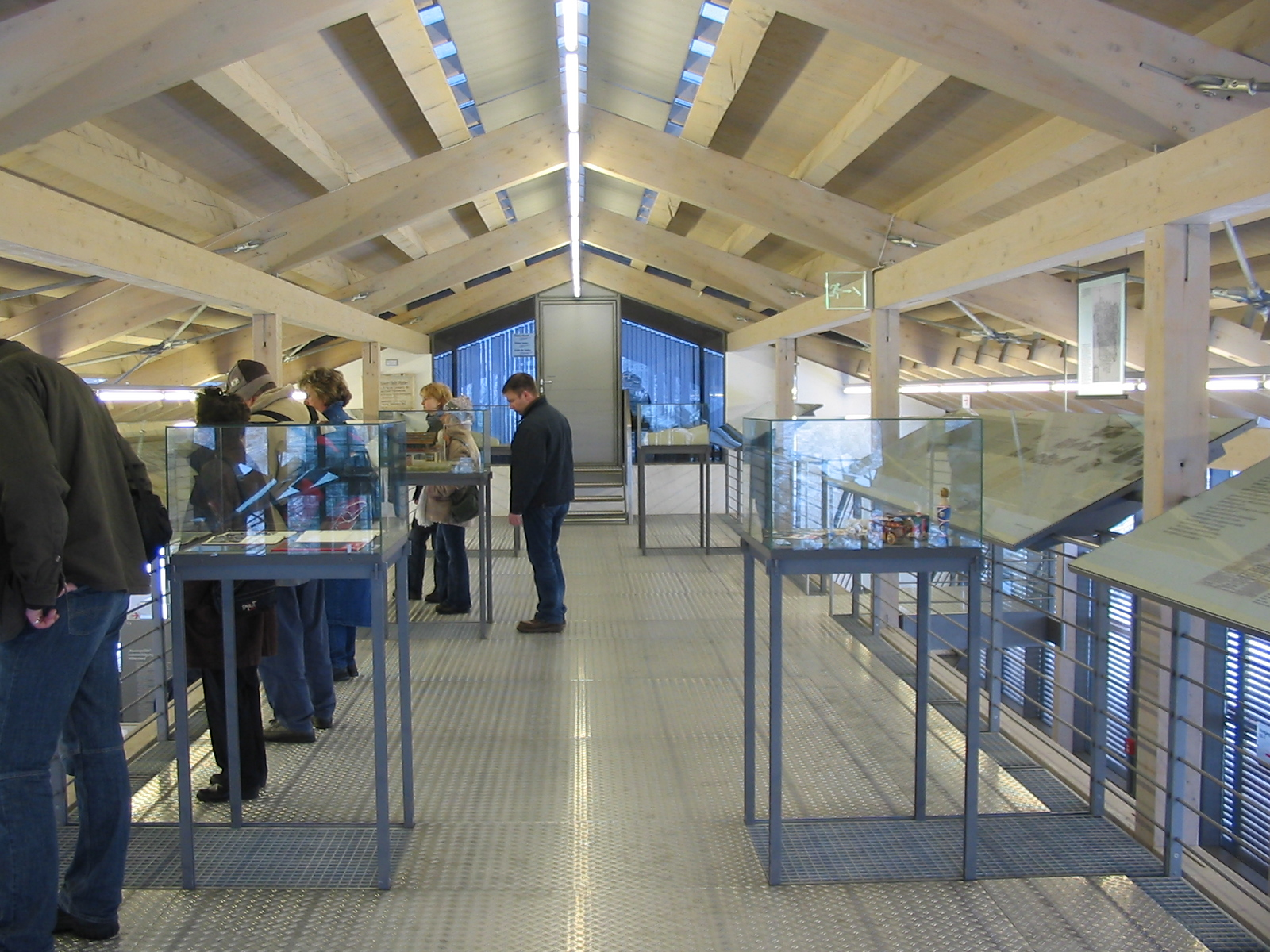
Schaukästen und Textdokumente im oberen Stockwerk
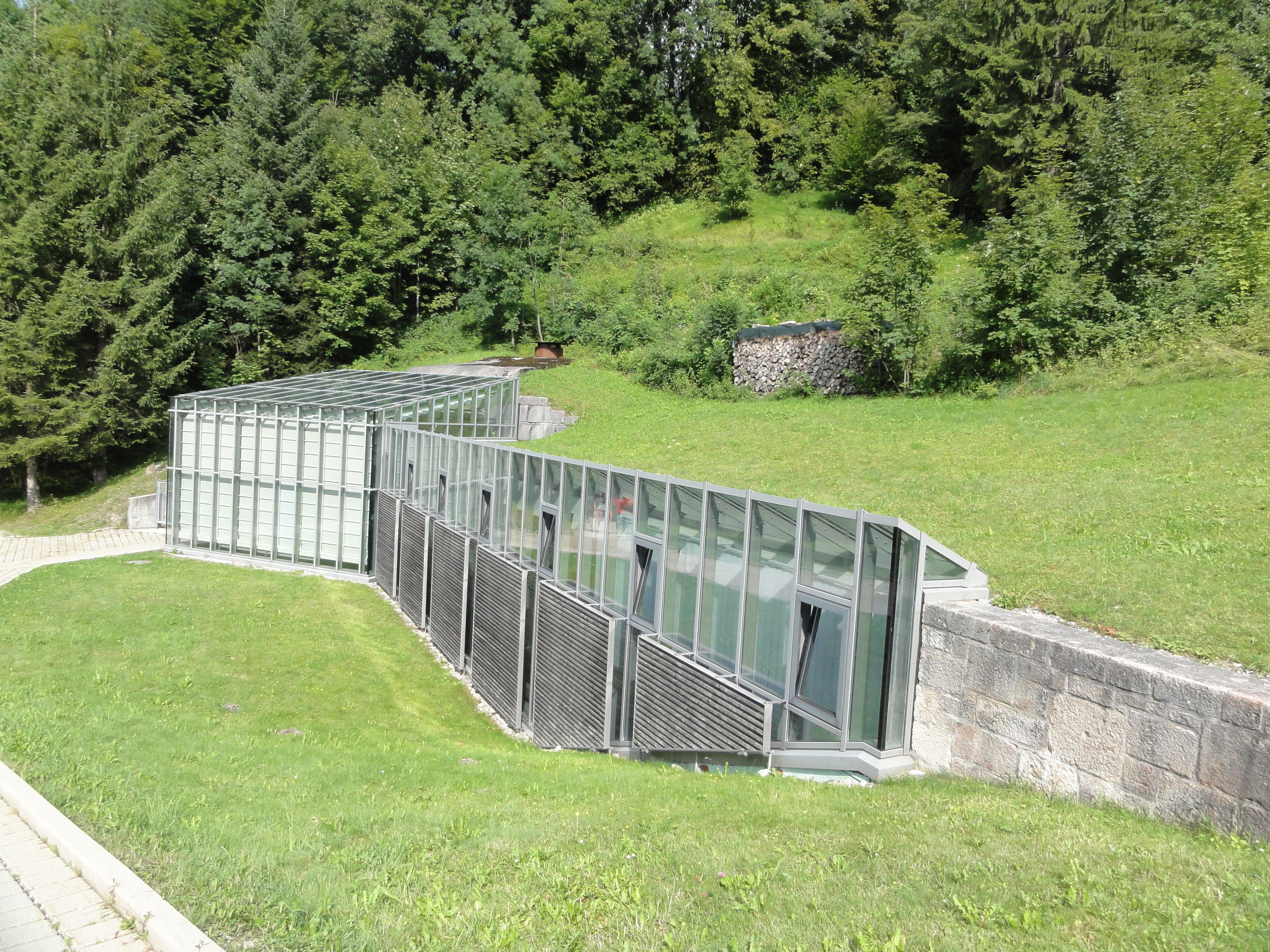
Verbindungsbau zum Bunker
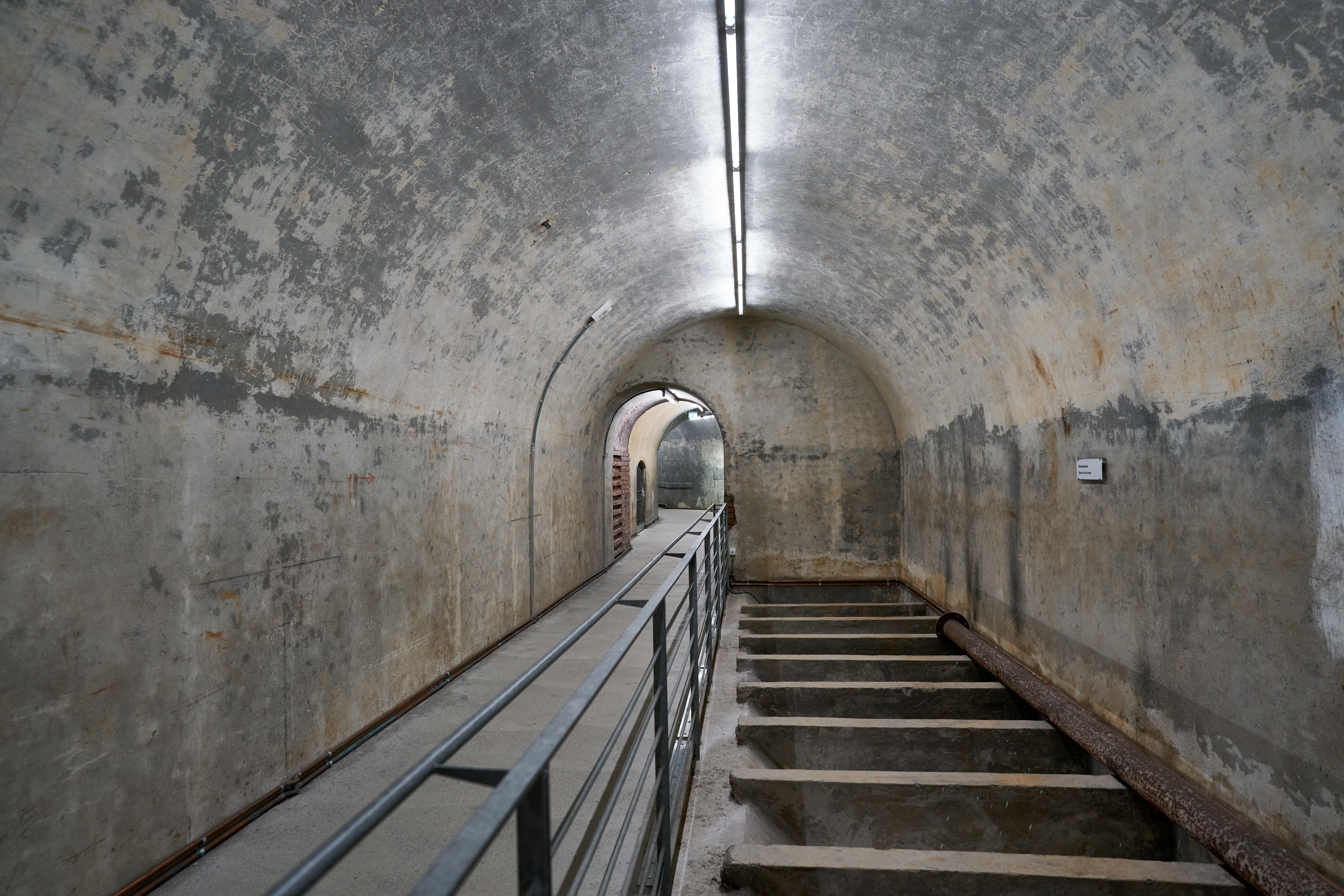
Dokumentationsbereich Bunker

## Rezeption
Konzipiert war die Dokumentation Obersalzberg für maximal 40.000 Gäste im Jahr. Doch schon 2007 konnte in der Dokumentation Obersalzberg der 1-millionste, am 19. Juli 2010 der 1,5-millionste Besucher und am 18. Juli 2013 der 2-millionste Besucher durch den Bayerischen Staatsminister der Finanzen, Markus Söder, begrüßt werden. Und bis 2014 stiegen die Besucherzahlen auf über 150.000 an, weshalb die Entscheidung für einen Neubau fiel, um deren Andrang besser zu bewältigen. Die steigenden Besucherzahlen der Dokumentation Obersalzberg nähern sich somit bereits denen der bisherigen Hauptattraktionen der Region.